# AT–T
Az AT–T (oroszul: артиллерийский тягач, тяжёлый; magyar átírásban: artyillerijszkij tyagacs, tyazsolij; magyarul: nehéz tüzérségi vontató; gyári jelzése: 401-es gyártmány) szovjet, nagy terepjáró képességű, nem úszóképes nehéz tüzérségi vontató. Teherszállításra és nehéz vontatmányok (pótkocsik, tüzérségi eszközök, rakéták) továbbítására szolgáló jármű. A katonai alkalmazás mellett a Szovjetunió nehezen járható vidékein és a déli sarkvidéken polgári célra is használták. A jármű a T–54 harckocsi alvázán alapul. Sorozatgyártása 1950-től 1979-ig folyt Harkivban, utána az MT–T vontató váltotta fel. Alapjául szolgált több speciális felépítménnyel ellátott járműnek (pl. lokátorállomás, rakétavontató), és létezett kifejezetten a sarkvidéki expedíciókhoz kifejlesztett változata is. A járművet a Magyar Néphadseregben is rendszeresítették.

## Története
A második világháború utáni időszakban a nehezebb tüzérségi eszközök, valamint a ballisztikus rakéták megjelenése a korábbiaknál erősebb vontató járműveket igényeltek. A 183. sz. harkivi gépgyár (napjainkban Malisev Gyár) az 1940-es évek második felében kezdte el Alekszandr Morozov irányításával egy olyan nehéz vontató tervezését, amely 25 tonnás eszközök vontatására is alkalmas. További követelmény volt a járművel szemben, hogy a platóján 5 tonnányi terhet tudjon szállítani, valamint együtt mozoghasson a gépesített egységekkel (terepen, vontatmánnyal érje el a 35 km/h-s sebességet. A járműhöz a T–54-es harckocsit vették alapul, melynek az alvázát, futóművét és az erőátviteli berendezéseket felhasználva alakították ki a vontatót. A 401-es gyári jelzésű jármű prototípusa 1947-ben készült el. A jármű tesztelése során a Harkiv–Moszkva útvonalat is teljesítették. Az AT–T sorozatgyártása 1950-ben kezdődött el és 1979-ben fejeződött be a harkivi gyárban. A járművet megalkotó tervezőcsoport 1948-ban Sztálin-díjat kaptak.

## Jellemzői
A négyszemélyes, kétajtós vezetőfülke a ZiSZ–150 tehergépkocsiból származik, annak módosított, megnövelt méretű változata, melyet egy középső rész és egy további ablak betoldásával alakítottak ki. A vezetőfülke szellőztető berendezéssel és fűtéssel rendelkezik. A működés közben jelentkező erős vibráció és magas zajszint miatt a kezelőszemélyzet belső beszélőberendezéssel felszerelt (fülhallgatóval és gégemikrofonnal ellátott) harckocsizó fejvédőt visel.
Meghajtásáról egy V–401 típusú, V12 hengerelrendezésű dízelmotor gondoskodott, amely a V–2-es harckocsi-dízelmotor leszármazottja. A motor 1600 1/perc fordulatszám mellett 305 kW (415 LE) maximális teljesítményt adott le. A motor indítása alapesetben elektromos indítómotorral történt, de rendelkezésre állt a sűrített levegős indítás is. Hideg időszakban történő könnyebb indítás érdekében előmelegítő rendszerrel szerelték fel. 
Az erőátviteli rendszerét egy többtárcsás száraz tengelykapcsoló, valamint egy öt előremeneti fokozattal rendelkező mechanikus sebességváltó alkotja. Az előremeneti fokozatok közül a 3-as, 4-es és 5-ös szinkronizált. A  kormányzást kétfokozatú bolygóműves rendszer biztosítja.

## Speciális változatok
- BAT – Buldózer
- BAT–M – Lánctalpas műszaki jármű földmunkák végzésére  (pl. hadiút építése)
- BTM és BTM–3 – Forgó exkavátoros árokásó gép (bisztrohodnaja transejnaja masina, gyorsjárású árkoló gép)
- MDK–2 – Fedezékásó jármű
- P–40 – Mobil rádiólokátor állomás
- Harkovcsanka – Sarki expedíciókhoz készített lánctalpas terepjáró